# Sergejs Vorobjovs
Sergejs Vorobjovs (Daugavpils, 9 ottobre 1995) è un ex calciatore lettone, di ruolo centrocampista.

## Carriera

### Club
Nel gennaio del 2012 l'AlbinoLeffe lo acquista dai lettoni del Daugava; trascorre la sua prima stagione nella squadra Primavera dei bergamaschi, con cui a fine stagione gioca anche una partita in prima squadra nel campionato di Serie B, che si conclude con la retrocessione in Lega Pro Prima Divisione della squadra. Vorobjovs trascorre poi l'intera stagione 2012-2013 con la Berretti dell'Albinoleffe (con l'unica eccezione di una presenza in prima squadra in Coppa Italia Lega Pro), mentre nella stagione 2013-2014 oltre a vincere il Campionato Berretti gioca 6 partite in Lega Pro Prima Divisione, più una partita (con un gol segnato) in Coppa Italia ed una partita in Coppa Italia Lega Pro; nella stagione successiva gioca altre 24 partite in Lega Pro, oltre ad una partita in Coppa Italia e 2 partite (con anche un gol segnato) in Coppa Italia Lega Pro.
Al termine della stagione 2014-2015 rimane svincolato, ed il 2 ottobre 2015 si trasferisce alla Grumellese, formazione bergamasca militante in Serie D. Dopo aver segnato 4 reti in 10 presenze, lascia la squadra a marzo 2016 per andare a giocare nella massima serie lettone con il Riga FC.

### Nazionale
Ha segnato una rete in una presenza con la maglia della nazionale Under-17 della Lettonia.
Ha giocato nell'Under-21 tra il 2014 e il 2015, disputando 3 incontri validi per le Qualificazioni al campionato europeo di calcio Under-21 2015.
Il 4 giugno 2016 esordisce in nazionale maggiore subentrando nei minuti finali nel match di Coppa del Baltico vinto 2-1 contro la Lituania.

## Statistiche

### Presenze e reti nei club
Statistiche aggiornate all'11 settembre 2017.
| Stagione           | Squadra            | Campionato         | Campionato | Campionato | Coppe nazionali | Coppe nazionali | Coppe nazionali | Coppe continentali | Coppe continentali | Coppe continentali | Altre coppe | Altre coppe | Altre coppe | Totale | Totale |
| Stagione           | Squadra            | Comp               | Pres       | Reti       | Comp            | Pres            | Reti            | Comp               | Pres               | Reti               | Comp        | Pres        | Reti        | Pres   | Reti   |
| ------------------ | ------------------ | ------------------ | ---------- | ---------- | --------------- | --------------- | --------------- | ------------------ | ------------------ | ------------------ | ----------- | ----------- | ----------- | ------ | ------ |
| 2011-2012          | AlbinoLeffe        | B                  | 1          | 0          | CI              | 0               | 0               | -                  | -                  | -                  | -           | -           | -           | 1      | 0      |
| 2012-2013          | AlbinoLeffe        | 1D                 | 0          | 0          | -               | -               | -               | -                  | -                  | -                  | -           | -           | -           | 0      | 0      |
| 2013-2014          | AlbinoLeffe        | 1D                 | 6          | 0          | CI              | 1               | 1               | -                  | -                  | -                  | -           | -           | -           | 7      | 1      |
| 2014-2015          | AlbinoLeffe        | LP                 | 24         | 0          | CI              | 1               | 0               | -                  | -                  | -                  | -           | -           | -           | 25     | 0      |
| Totale AlbinoLeffe | Totale AlbinoLeffe | Totale AlbinoLeffe | 31         | 0          |                 | 2               | 1               |                    | -                  | -                  |             | -           | -           | 33     | 1      |
| 2015-gen. 2016     | Grumellese         | D                  | 10         | 4          | -               | -               | -               | -                  | -                  | -                  | -           | -           | -           | 10     | 4      |
| 2016               | Riga FC            | VL                 | 19         | 4          | CL              | 1               | 0               | -                  | -                  | -                  | -           | -           | -           | 20     | 4      |
| 2017               | RFS Riga           | VL                 | 1          | 0          | CL              | 1               | 0               | -                  | -                  | -                  | -           | -           | -           | 2      | 0      |
| 2018               | BFC Daugavpils     | 1L                 | 1          | 0          | CL              | -               | -               | -                  | -                  | -                  | -           | -           | -           | 1      | 0      |
| gen.-giu. 2020     | SV Altengottern    | LL                 | ?          | ?          | -               | -               | -               | -                  | -                  | -                  | -           | -           | -           | ?      | ?      |
| Totale carriera    | Totale carriera    | Totale carriera    | 62         | 8          |                 | 4               | 1               |                    | -                  | -                  |             | -           | -           | 66     | 9      |

### Cronologia presenze e reti in nazionale
| Cronologia completa delle presenze e delle reti in nazionale ― Lettonia | Cronologia completa delle presenze e delle reti in nazionale ― Lettonia | Cronologia completa delle presenze e delle reti in nazionale ― Lettonia | Cronologia completa delle presenze e delle reti in nazionale ― Lettonia | Cronologia completa delle presenze e delle reti in nazionale ― Lettonia | Cronologia completa delle presenze e delle reti in nazionale ― Lettonia | Cronologia completa delle presenze e delle reti in nazionale ― Lettonia | Cronologia completa delle presenze e delle reti in nazionale ― Lettonia |
| Data                                                                    | Città                                                                   | In casa                                                                 | Risultato                                                               | Ospiti                                                                  | Competizione                                                            | Reti                                                                    | Note                                                                    |
| ----------------------------------------------------------------------- | ----------------------------------------------------------------------- | ----------------------------------------------------------------------- | ----------------------------------------------------------------------- | ----------------------------------------------------------------------- | ----------------------------------------------------------------------- | ----------------------------------------------------------------------- | ----------------------------------------------------------------------- |
| 1-6-2016                                                                | Liepāja                                                                 | Lettonia                                                                | 2 – 1                                                                   | Lituania                                                                | Coppa del Baltico 2016                                                  | -                                                                       | 77’                                                                     |
| 4-6-2016                                                                | Tallinn                                                                 | Estonia                                                                 | 0 – 0                                                                   | Lettonia                                                                | Coppa del Baltico 2016                                                  | -                                                                       | 90’                                                                     |
| 2-9-2016                                                                | Riga                                                                    | Lettonia                                                                | 3 – 1                                                                   | Lussemburgo                                                             | Amichevole                                                              | -                                                                       | 84’                                                                     |
| Totale                                                                  |                                                                         | Presenze                                                                | 3                                                                       |                                                                         | Reti                                                                    | 0                                                                       |                                                                         |

## Palmarès

### Club

#### Competizioni giovanili
- Trofeo Dossena: 1

Albinoleffe: 2012
- Campionato Berretti: 1

Albinoleffe: 2013-2014

### Nazionale
- Coppa del Baltico: 1

2016